# 김환조
김환조(1974년 2월 10일 ~)는 OB 베어스의 전 야구 선수다.

## 출신 학교
- 성남고등학교
- 경남대학교

## 같이 보기
- 1997년 OB 베어스 시즌